# Jodi Lyn O'Keefe
Jodi Lyn O'Keefe (Cliffwood Beach, Nueva Jersey, 10 de octubre de 1978) es una actriz estadounidense. Saltó a la fama a los 17 años, cuando fue seleccionada para actuar en la serie policíaca Nash Bridges. También es conocida por interpretar a Gretchen Morgan en la serie Prison Break.

## Biografía

### Inicios
O'Keefe nació en Cliffwood Beach, Nueva Jersey. Es hija de Noreen, una ama de casa, y Jack O'Keefe, director de relaciones laborales para una empresa farmacéutica. O’Keefe tiene ascendencia irlandesa, checa, austríaca, polaca y sueca. Dejó sus estudios de la escuela a temprana edad, para incursionar en la opera en Another World. Después consiguió el papel coprotagónico de la serie Nash Bridges, donde interpretó a Cassidy Bridges, hija del personaje de Don Johnson. Jodi y su madre se mudaron a Hollywood, donde terminó la escuela por correo.

### Carrera

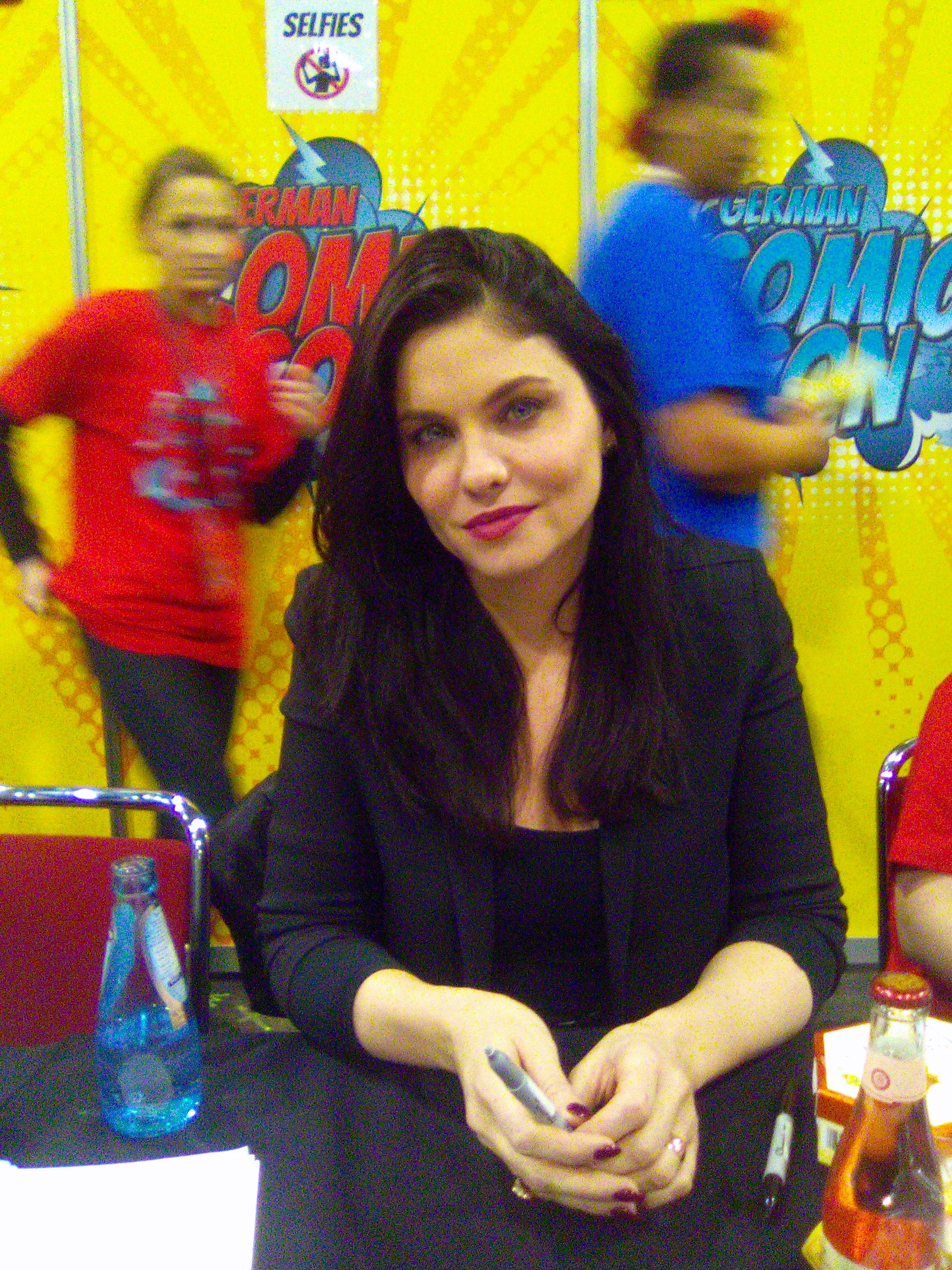
Jodi Lyn O'Keefe 2016

Hizo su primera aparición en la pantalla grande en 1998 con la película Halloween H20. Después protagonizó películas como The Crow: Salvation, Whatever It Takes, Devil In The Flesh 2 y She's All That. En 2005 apareció en la serie Boston Legal y en 2007 fue seleccionada para coprotagonizar la tercera temporada de Prison Break. En 2008 también aparece en la cuarta temporada de Prison Break.
En 2014, O'Keefe interpretó un papel recurrente en la serie de televisión de VH1, Hit the Floor, y apareció en la película Merry ExMas. Ese mismo año comenzó a interpretar a Jo en al sexta temporada de la serie de The CW, The Vampire Diaries. Volvió a interpretar ese papel en la serie Legacies.

### Vida personal
O'Keefe tuvo una relación con el actor John Cusack. Ambos fueron fotografiados en una playa en California aunque los fotógrafos inicialmente no la reconocieron.

## Filmografía

### Cine
| Año  | Título                                   | Personaje         | Observaciones                              |
| ---- | ---------------------------------------- | ----------------- | ------------------------------------------ |
| 1998 | Halloween H20: 20 años después           | Sarah Wainthrope  |                                            |
| 1999 | She's All That                           | Taylor Vaughan    |                                            |
| 2000 | The Crow: Salvation                      | Lauren Randall    |                                            |
| 2000 | Whatever It Takes                        | Ashley Grant      |                                            |
| 2000 | Teacher's Pet                            | Debbie Strong     | conocida también como Devil in the Flesh 2 |
| 2002 | Falling in Love in Pongo Ponga           | Shawnee           |                                            |
| 2003 | The Pool at Maddy Breaker's              |                   | TV                                         |
| 2003 | Red Rover                                | Kylie Logan       |                                            |
| 2004 | Out for Blood                            | Layla Simmons     |                                            |
| 2004 | Mummy an' the Armadillo                  | Jackie            |                                            |
| 2005 | Adopted                                  | Rachel Rabinowitz | TV                                         |
| 2005 | Venice Underground                       | Tyler             |                                            |
| 2005 | Three Wise Guys                          | Mary Ann Davidson |                                            |
| 2007 | American Identity                        | Lyndsey Simpson   |                                            |
| 2009 | Command & Conquer: Red Alert 3: Uprising | Kelly Weaver      | Videojuego                                 |
| 2009 | Prison Break: The Final Break            | Gretchen Morgan   | Video                                      |
| 2012 | ’’Nanny's Revenge’’                      | Gina Meyers       |                                            |

### Televisión
| Año         | Título              | Personaje                    | Observaciones                              |
| ----------- | ------------------- | ---------------------------- | ------------------------------------------ |
| 1996 - 2001 | Nash Bridges        | Cassidy Bridges              | Papel protagonista (76 episodios)          |
| 2002        | Dharma & Greg       | Simone                       | Dos episodios                              |
| 2004        | Tru Calling         | Candace Aimes                | Episodio "Reunion"                         |
| 2004        | Charmed             | Spider Demon                 | Episodio "Spin City"                       |
| 2004 - 2005 | Boston Legal        | Nora Jacobs                  | Cuatro episodios                           |
| 2004 - 2005 | Two and a Half Men  | Gail;Isabella                | Cuatro episodios                           |
| 2006        | The Evidence        | Oficial Jackie Kazaris       | Papel secundario (5 episodios)             |
| 2006        | Mentes criminales   | Agt. Amanda Gilroy           | Episodio "P911"                            |
| 2007        | CSI: Nueva York     | Melodee Constanza            | Episodio "The Ride In"                     |
| 2007        | Raines              | Angelina Billings            | Episodio "Closures"                        |
| 2007 - 2009 | Prison Break        | Gretchen Morgan              | Papel protagonista (32 episodios)          |
| 2009        | The Big Bang Theory | Mikayla, la prostituta       | Episodio "The Vegas Renormalization"       |
| 2010        | Lost                | Ava                          | Episodio "Recon"                           |
| 2012        | Castle              | Kristina Cottera             | Episodio "Cloudy With a Chance of Murder"  |
| 2014-2015   | The Vampire Diaries | Josette "Jo" Parker/Florence | Papel secundario, 22 episodios             |
| 2016        | Lucifer             | Ronnie                       | Episodio "The Would-Be Prince of Darkness" |
| 2018        | Legacies            | Josette "Jo"                 | Episodio "Mombie Dearest"                  |